# Hofbauer Aurél
Hofbauer Aurél (Világos, 1867 – Marosvásárhely, 1928. június 7.) erdélyi magyar közíró, Marosvásárhely polgármestere.

## Életpályája
Jogi tanulmányainak elvégzése után megyei, majd városi tisztviselő Marosvásárhelyen, Bernády György helyettese, később utóda a polgármesteri székben. A Székely Lapok című társadalmi és közgazdasági hetilap felelős szerkesztője (1901–05). Nyugalomba vonulása után is (1915) folytatja publicisztikai munkásságát. A KZST tagja. Cikkeit a Keleti Újság és Ellenzék  közli, a Zord Idő munkatársa; egyik szerzője a Szász Károly szerkesztésében megjelent Marosvásárhelyi Almanach című gyűjteményes kötetnek (Mv. 1920).

## További irodalom
- Marosi Barna: "Épült dr. Bernády György polgármestersége idejében". A Megbolygatott világ c. kötetben, 1974. 9–10.